# يوسف العش
يوسف رشيد العِش (1329- 1387 هـ / 1911- 1967 م) باحث ومؤرِّخ سوري، وأوَّل من تخصَّص في الفهرسة والأرشفة للكتب والوثائق في سورية، ولد في طرابلس (لبنان) وتوفي في دمشق.

## ولادته وتحصيله
ولد يوسف بن رشيد العِش (بكسر العين، كذا الشائع في نطق لقب أسرته بالشام) في مِنطَقة الميناء من طرابلس الشام عام 1329هـ/ 1911م، لأسرة دمشقية من محلَّة الخيضرية في حي الشاغور. ونسبتهم إلى جدِّهم السيد محمد حمزة الدسوقي، وكان عابدًا زاهدًا كثير الشَّعْر فلقِّب بالعِش، وينتهي نسبه إلى الحسين بن علي بن أبي طالب.
وكان يوسف الابنَ الأكبر لأبٍ متوسط الحال يعمل بالتجارة، ثم غادر أهله بطرابلس وهو ما زال صغيراً، ناجين بأنفسهم من مدافع السفن التي أخذت تضرب السواحل اللبنانية خلال الحرب العالمية الأولى، فتوجهوا منها إلى مدينة حمص، ثم إلى حلب حيث أسس فيها والده تجارته بالمواد الغذائية، وجنى من ورائها أرباحاً.
وفي حلب تلقى تعليمه الثانوي وحصل على (البكالوريا) الأولى سنة 1348هـ/ 1929م. ثم سافر إلى دمشق، فدرس في المدرسة السلطانية (مكتب عنبر) وحصل منها على البكالوريا الثانية بتفوق سنة 1350هـ/ 1931م.
فأوفدته فرنسا للدراسة في جامعة (السوربون)، وأمضى في باريس ثلاث سنوات ونيفاً اكتسب خلالها ثقافة غربية، واطلع على حضارة الغرب وعلومه، ونال بعدها درجة (الليسانس) في الآداب عام 1353هـ/ 1934م. وحصل أيضاً على شهادة في تنظيم دُور الكتب في مدرسة الشروط بباريس.

## أعماله ووظائفه
لما عاد إلى دمشق عُيّن مديراً لدار الكتب الوطنية الظاهرية عام 1354هـ/ 1935م. فقام بتنظيمها أحسن تنظيم. ويُقال: إن نظام التصنيف والحفظ الذي وضعه لها ما زال متَّبعاً فيها بخطوطه الرئيسة كلها.
وكان في المدة التي تولى فيها الظاهرية يشارك العلماء والأدباء مجالسهم ومنها جلسة الثلاثاء الأسبوعية التي كانت تعقد في منزل الأستاذ «محمد كُرد علي» رئيس المجمع العلمي آنذاك. كما تعرف إلى العديد من الأدباء والسياسيين الذين كانوا في تلك الفترة.
وفي عام 1360هـ/ 1941م. اقترن بالآنسة سلام كبارة (إحدى قريبات والدته من طرابلس)، ورزق منها بولدين وبنت، وكانت له خير رفيق حملت عنه همَّ تربية أولاده ورعايتهم، فتفرغ إلى العلم والبحث وهو مطمئن البال على بيته.
وتشاء الأقدار ان يتعرف في دمشق على القانوني الكبير الأستاذ عبد الرزاق السنهوري، فيمضي معه ومع صديق طفولته الأستاذ «صلاح الدين نجيب باقي» أوقاتاً طويلة يتباحثون في أوضاع العالم العربي. وقد سعى له الأستاذ السنهوري من أجل العمل في جامعة الدول العربية، فانتُدب إلى اللجنة الثقافية فيها. وعمل أميناً للجنة، ومديراً لمعهد المخطوطات، وهو الذي اقترح إنشاءه ووضع خطّته 1366- 1370هـ/ 1946-1950م. كما كان أميناً للمؤتمر الثقافي العربي الأول في الاسكندرية، والثاني في بيت مري (بلبنان). وشارك في أعمال لجنة الترجمة باليونيسكو، وانتُدب ممثلاً لجامعة الدول العربية فيها.
هيّأتْ (ليوسف العِش) إقامتُه في عاصمة الكِنانة مدة تقارب خمس سنوات، فرصةً طيبةً للاجتماع بالكثير من أدباء مصر ومفكّريها، وكان من أصدقائه في تلك الفترة: أحمد أمين، طه حسين، وساطع الحصري وغيرهم. كما استمرت صداقتُه مع الأستاذ السنهوري بعد عودته إلى مصر.
وكان لهذه الصداقة أثر خاص في نفسه، إذ أُعجِب به باحثاً مفكراً عميق النظرة، بعيد الأفق. وكان لحياته في مصر أثرٌ في تعميق إيمانه بالوحدة العربية وترسيخ حبّه لها، وأعدّ خلال إقامته هناك، وبعد سفرات عديدة إلى أوروبا، الرسالة الأولى للدكتوراه وموضوعها (تاريخ دور الكتب العربية في العراق والشام ومصر عبر العصر الوسيط وأثرها في نشأة المدارس)، وهو موضوع اضطر من أجله ان يراجع كل أبحاث التاريخ العربي الإسلامي لجمع مادته، وزار لهذا الغرض دُور الكتب في سوريا ولبنان وتركيا وفيينا وباريس ومصر، واطلع على نحو من ثلاثة آلاف مخطوط، وقرأ أكثر من ثمان مئة مجلّد مطبوع.
واعترضه في تحضير الرسالة الأساسية للدكتوراه موضوع نشأة الكتب والكتابة، فاضطر إلى نشر كتاب عن هذا الموضوع بعنوان (تقييد العلم) للخطيب البغدادي، وهو في تاريخ نشأة العلم وكتابته، وقدّم للكتاب بمقدِّمة واسعة بيَّن فيها تاريخ تلك النشأة، والكتاب موضوع الرسالة الثانية للدكتوراه (دكتوراه الدولة في الآداب) التي نال درجتها عام 1369هـ/ 1949م. من جامعة (السوربون) بدرجة مشرِّف جداً مع كتاب تهنئة من لجنة المناقشة، وهذا تقدير لا يناله إلا قليلون وفي حالات نادرة.
رجع إلى دمشق عام 1370هـ/ 1950م. فعُيِّن أميناً للجامعة السورية، ثم انتُدِب لإدارة الإذاعة السورية، لكنه لم يبقَ طويلاً في هذا المنصب الذي ضايقه وشغل فكره. وعن سبب تركه الإذاعة بهذه السرعة بأن أحد رؤسائه أَمَرَه شفوياً بطرد موظف من العمل، فرفض، ما لم يصله أمر خطي، لأنه لا يستحق الطرد، فخُيِّر بين إقالته أو إقالة الموظف، فقدّم استقالته على الفور. والغريب أن الموظف لم يعلم بما حدث.
انتقل من الإذاعة إلى الجامعة السورية، فشغل فيها منصب أمين الجامعة بين عامي 1950- 1955م. وعُيِّن أستاذاً في كلية الشرعية، فعميداً لها عام 1964م. وفي تلك الأثناء أعيد إلى الجامعة الليبية في بنغازي بمهمة تنسيق مكتبتها في العام الدراسي 1960- 1961م.
وكان منذ عودته إلى دمشق عام 1370هـ/ 1950م. يدور في ذهنه مسألة أخذت من وقته الكثير، وأصبحت شُغلَه الشاغل، وهوايتَه التي ملكت عليه نفسه، والتي جعل يسهر من أجلها الليالي يُمضيها في الدراسة والحساب والكتابة، كانت تلك محاولته تفسير نشوء الحضارات وتقدم الأمم والدورات التاريخية للشعوب، وحاول أن يفسر ذلك على أساس أن نشاط الشعوب مرتبط بالنشاط الشعاعي للشمس التي لولاها لما وُجِدت حياة على الأرض، فعاد إلى علوم الفيزياء والرياضيات والجيولوجيا والفلك وعلم الإنسان ليربط بين طباع الإنسان وزُمره الدموية والشعوب والدورات الفلكية للشمس. وكتب عدداً من البحوث في الموضوع. وقام بجولة في أوربا بين عامي 1957- 1958م. حاضر فيها في عدد من الجامعات ومراكز البحوث، باسطاً فكرته تلك، فانقسم العلماء بين مؤيِّد ومعارض. وكان شرح النظرية صعباً، لأنها لا تتناول علماً واحداً، بل عدداً من العلوم، فيصعب لذلك على صاحب الاختصاص الواحد أن يستوعبها بمجملها.
وما زالت هذه الفكرة تشغل ذهنه وتستهلك وقته، ولقد حدّت النظرية من نشاطه الأدبي وعمله في التاريخ، مع أنها كانت تمدّه أحياناً بسعادة عظيمة، إذ اعتقد أنه شرح واحدة من أهم المعضلات التاريخية شرحاً علمياً منطقياً. فجمع بين التاريخ والعلم على صعيد واحد. وقد أثقلت عليه نظريته، لأنه احتاج من أجلها إلى الخوض في علوم جديدة والوقوف أمام عقبات يصعب تجاوزها.

## كتبه وآثاره

### المؤلفات
من آثار الدكتور يوسف العِش عدة كتب بين تأليف وترجمة وتحقيق منها:
- يوسف العش (1937). تصنيف العلوم و المعارف بشكل فني يسري على مواضيع الكتب العربية: متبوع بفهرس أبجدي مفصل لتلك المواضيع يهدي إلى مواقعها من التصنيف (ط. الأولى). دمشق: دار الكتب الأهلية الظاهرية. مؤرشف من الأصل في 2022-08-26.

- يوسف العش (1945). الخطيب البغدادي: مؤرخ بغداد ومحدثها (ط. الأولى). دمشق: المكتبة العربية. مؤرشف من الأصل في 2022-08-26.

- يوسف العش (1946). قصة عبقري. سلسلة اقرأ 42 (ط. الأولى). مصر: دار المعارف للطباعة والنشر. مؤرشف من الأصل في 2022-08-26.

- يوسف العش (1985). الدولة الأموية والأحداث التي سبقتها ومهدت لها إبتداء من فتنة عثمان (ط. الثانية). دمشق: دار الفكر.

- يوسف العش (1964). فهرس مخطوطات دار الكتب الظاهرية التاريخ وملحقاته (PDF). دمشق: مجمع اللغة العربية. مؤرشف من الأصل (PDF) في 2024-07-05.

- يوسف العش (1991) [1967]. دور الكتب العربية العامة وشبه العامة لبلاد العراق والشام ومصر في العصر الوسيط [Les bibliothèques arabes publiques et semi-publiques en Mésopotamie, en Syrie et en Egypte au Moyen-Age] (PDF). ترجمة: نزار أباظة؛ محمد صباغ (ط. الأولى). دمشق: دار الفكر.

- الحضارة الإسلامية: بحث قدمه بالفرنسية لمنظمة اليونيسكو تحت عنوان: شرح الحضارة الإسلامية في ضوء التوحيد (بالفرنسية: La Civilisation musulumane expliquée à la lumière du monotheisme)‏

### التحقيقات
- الخطيب البغدادي (1974). تقييد العلم. تحقيق: يوسف العش. الإسكندرية: دار إحياء السنة النبوية.

### الترجمات
- يوليوس فلهاوزن (1956) [1902]. الدولة العربية وسقوطها [Das arabische Reich und sein Sturz]. ترجمة: يوسف العش (ط. الأولى). دمشق: مطبعة الجامعة السورية.

## وفاته
توفي يوسف العِش بدمشق في إثر ذبحة صدرية، يوم الثلاثاء 2 المحرَّم 1387هـ الموافق 11 أبريل (نَيْسان) 1967م. عن عمر ناهز السادسة والخمسين.

## وصلات خارجية
- يوسف العش على موقع أرشيف الشارخ.